# Trường Đại học Ngoại ngữ, Đại học Huế

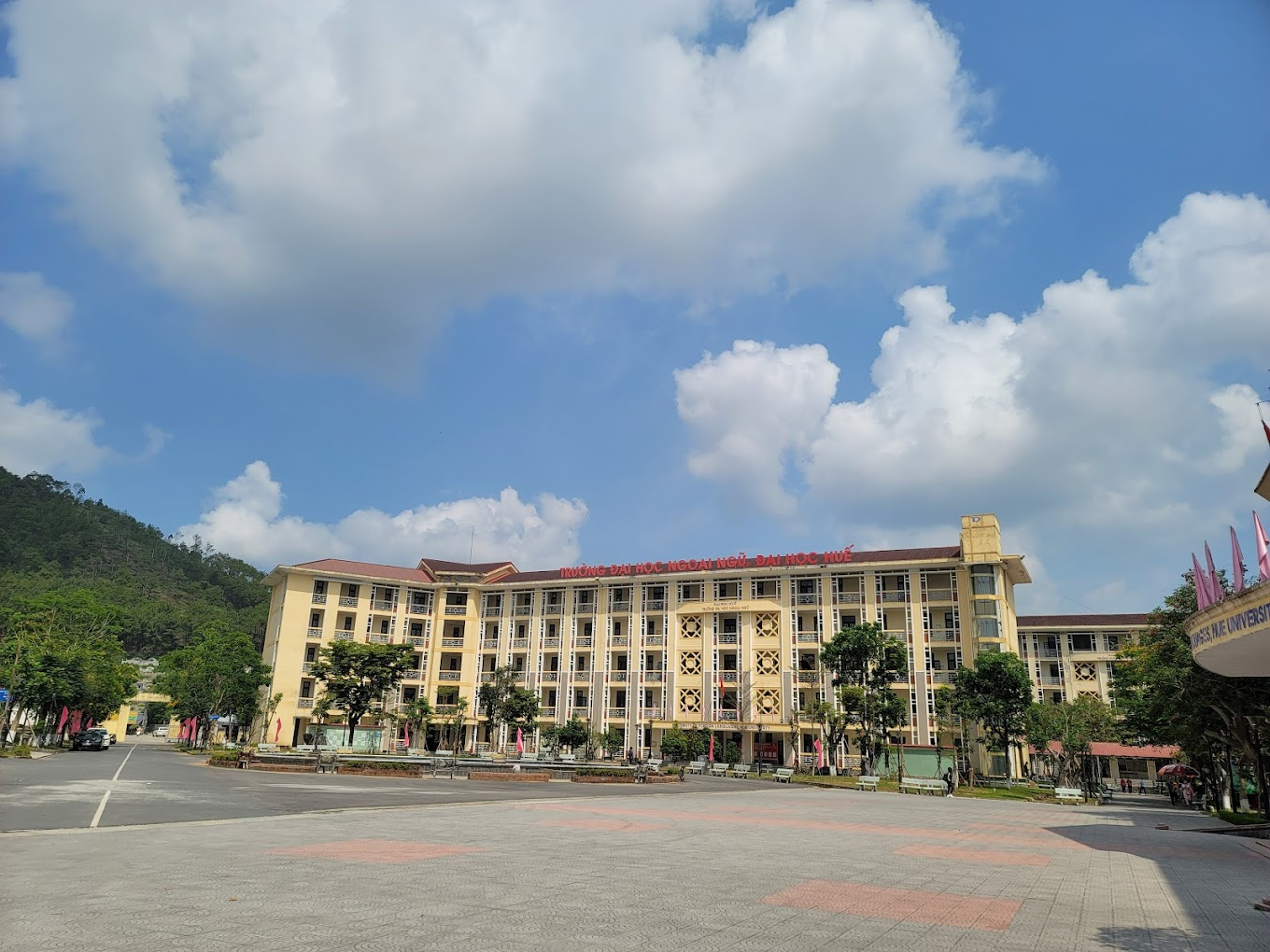
Ảnh chụp Trường Đại học Ngoại ngữ, Đại học Huế

Đại học Ngoại ngữ Huế  là một trường đại học trực thuộc hệ thống Đại học Huế, được xếp vào nhóm đại học trọng điểm của quốc gia Việt Nam. Trường được thành lập ngày 13 tháng 7 năm 2004 trên cơ sở sáp nhập các khoa và tổ ngoại ngữ từ 6 trường thành viên của Đại học Huế với bề dày truyền thống gần 50 năm kể từ năm 1957.

## Chất lượng đào tạo

### Bảng xếp hạng
Theo bảng xếp hạng Quacquarelli Symonds (QS) 2017 thì hệ thống đại học Đại học Huế nằm trong nhóm 351-400 đại học tốt nhất châu Á. Theo bảng xếp hạng uniRank năm 2018, hệ thống đại học Đại học Huế đứng thứ 16 tại Việt Nam. Còn theo bảng xếp hạng Webometrics năm 2018, hệ thống đại học Đại học Huế đứng thứ 13 tại Việt Nam.

## Chức năng
Đào tạo cán bộ có trình độ sau đại học, đại học, và các trình độ thấp hơn như cao đẳng, trung học phổ thông về ngoại ngữ, Quốc tế học, Việt Nam học
- Bồi dưỡng, cấp các chứng chỉ ngoại ngữ và văn hoá nước ngoài, chứng chỉ phương pháp giảng dạy và phương pháp phiên- biên dịch ngoại ngữ cho các học viên đại học, sau đại học; các chứng chỉ phổ cập ngoại ngữ trình độ A, B, C theo tiêu chuẩn của Bộ Giáo dục và Đào tạo.
- Nghiên cứu và triển khai áp dụng các thành tựu khoa học trong lĩnh vực ngôn ngữ và văn hoá.
- Nghiên cứu đổi mới nội dung và phương pháp giảng dạy ngoại ngữ, phương pháp biên phiên dịch.

## Ban giám hiệu
Hiệu trưởng: PGS.TS Phạm Thị Hồng Nhung
Phó Hiệu trưởng: TS. Nguyễn Văn Huy
Phó Hiệu trưởng: TS. Nguyễn Hồ Hoàng Thủy

## Đội ngũ
Hiện nay, tổng số cán bộ viên chức của Trường trên 358 cán bộ, trong đó có 281 cán bộ giảng dạy: 05 phó giáo sư, 62 tiến sĩ, 227 thạc sĩ, 35 giảng viên chính.